# 하토호베이주

하토호베이주 기(旗)

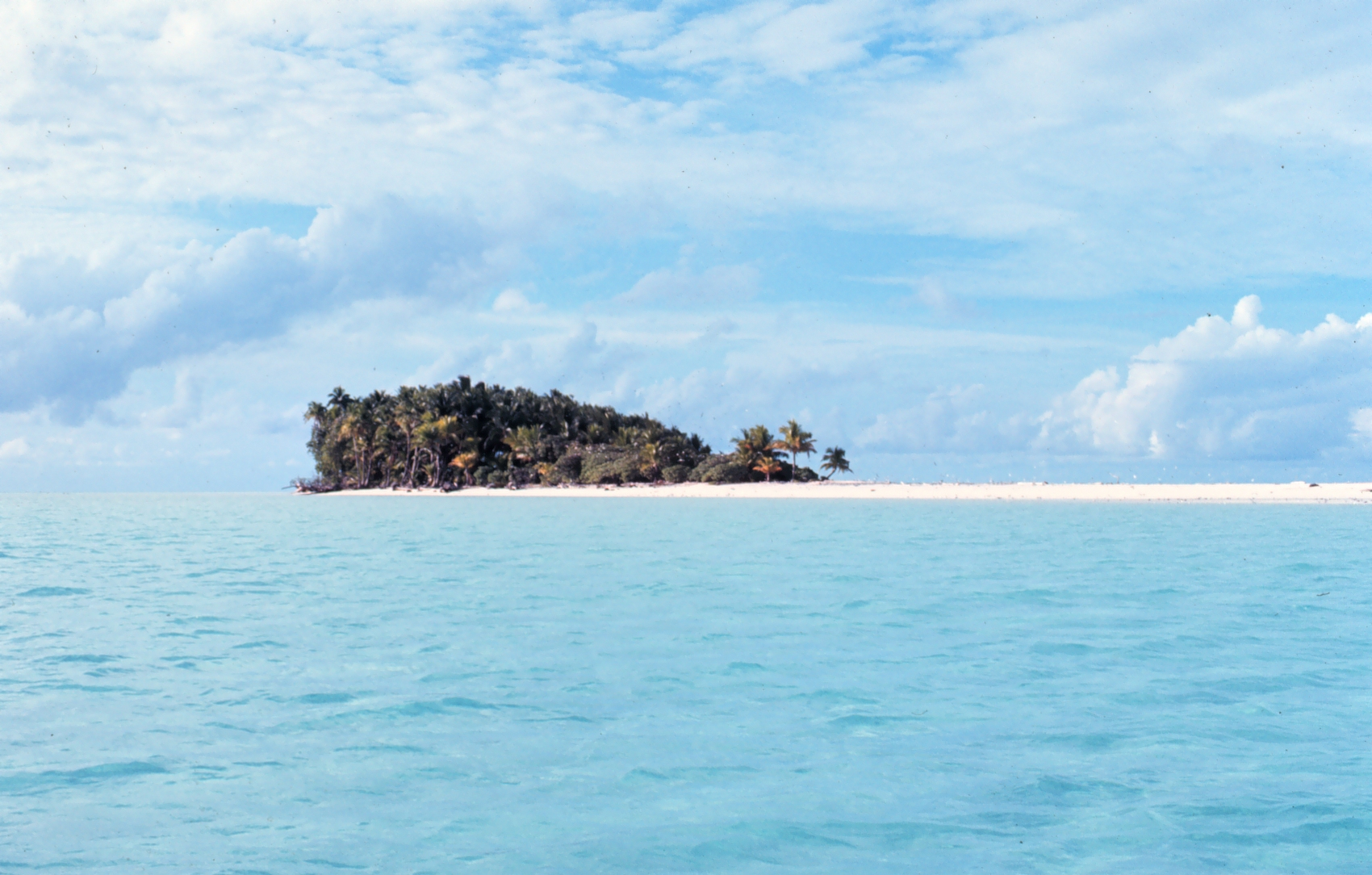
헬렌섬(1971년 촬영)

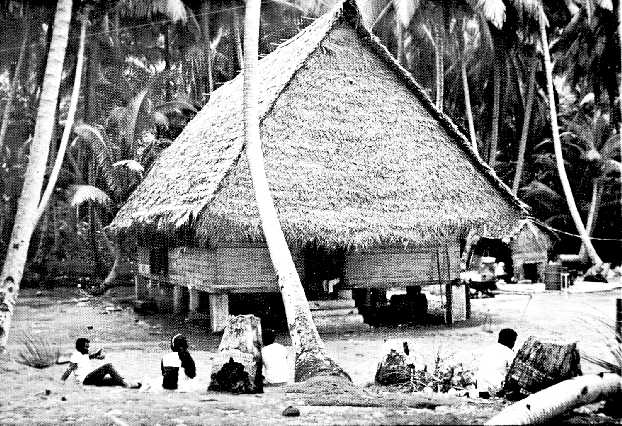
토비섬의 전통 가옥 '바이'(1971년)

하토호베이주(영어: Hatohobei)는 팔라우 최남단에 위치한 주로, 3개 섬(토비섬, 헬렌 환초, 트랜시트 환초)으로 구성되어 있다. 주도는 하토호베이이며 면적은 0.88km2, 인구는 25명(2021년 기준)이다.